# Lyle Lovett and His Large Band
Lyle Lovett and His Large Band è il terzo album di Lyle Lovett, pubblicato nel 1989. Lovett ha vinto il Grammy Award per la migliore performance vocale country maschile per l'album.
La cover di Lovett di Stand By Your Man di Tammy Wynette è stata successivamente inclusa nella colonna sonora del film del 1992 The Crying Game.
Lyle Lovett and His Large Band ha raggiunto la posizione numero 10 nella classifica di Billboard per i migliori album country e la 62 nella Billboard Hot 200.

## Tracce
1. The Blues Walk (Instrumental) – 2:25 (Clifford Brown)
2. Here I Am – 4:01
3. Cryin' Shame – 2:28
4. Good Intentions – 3:13
5. I Know You Know – 3:57
6. What Do You Do/The Glory of Love – 3:06 (Billy Hill, Lovett)
7. I Married Her Just Because She Looks Like You – 3:14
8. Stand by Your Man – 2:44 (Billy Sherrill, Tammy Wynette)
9. Which Way Does That Old Pony Run – 4:08
10. Nobody Knows Me – 3:06
11. If You Were to Wake Up – 4:07
12. Once Is Enough – 4:26